# Bruine stompneusaap
De bruine stompneusaap (Rhinopithecus bieti) is een zoogdier uit de familie van de apen van de Oude Wereld (Cercopithecidae). Het is een van de grootste en op twee na meest noordelijke van de slankapen. Hij leeft op grotere hoogte dan enig andere niet-menselijke primaat, tussen 2.600 en 4.700 m. Hij heeft een klein verspreidingsgebied tussen de bovenlopen van de Yangtze en de Mekong, in het grensgebied van de Chinese provincie Yunnan en Tibet. Er zijn nog zo'n 15 tot 20 groepen verdeeld over zes geïsoleerde populaties. Zo'n groep is samengesteld uit veel familie-eenheden, elk bestaande uit maximaal 17 dieren waaronder 1 volwassen mannetje en verschillende vrouwtjes met hun jongen, en een of meer groepen die alleen uit mannelijke adolescenten en minder dominante volwassen mannetjes bestaan. De bruine stompneusaap komt voornamelijk in bomen voor, maar verplaatst zich vaak naar andere bomen over de bosbodem en maakt af en toe gebruik van alpiene habitats boven de boomgrens. De soort leeft in de lente vooral van jong blad, veel zaden en vruchten in de zomer en herfst en in de winter bijna uitsluitend van korstmossen. Met een totale populatie van ongeveer 3.500 dieren is het een van de meest bedreigde primaten en staat hij op de lijst bedreigde diersoorten van de International Union for Conservation of Nature and Natural Resources.

## Beschrijving
De bruine stompneusaap is een van de grootste slankapen. Van neuspunt tot staartaanzet zijn de mannetjes 74 tot 83 cm lang en de staart 51 tot 72 cm. Mannetjes zijn met omstreeks 15 kg ongeveer de helft zwaarder dan vrouwtjes van zo'n 9 kg. De lengte van de staart is 85-95% van de kop-romplengte. Net als andere stompneusapen met heeft de bruine stompneusaap dikke lippen, een plat gezicht en een kleine neus met naar boven gerichte neusgaten. De bruine stompneusaap is de enige langharige, zwart-witte aap met een stompe neus. Mannetjes hebben een donkere kroon met haren van 9½ tot 12 cm lang die een naar voren hangende kuif vormen. De gezichtshuid is kaal en wit met een zwarte neus en roze lippen. De vacht op de armen en onderbenen is zwart, net als op de rug maar daar gaan ze deels schuil achter bleke dekharen. De wangen, nek, en dijen zijn witachtig grijs. De buik is wit met een donkere middellijn. Haren op de billen vormen een ongeveer 20 cm lange franje. Het witte haar op de dijen van volwassen mannetjes is ook erg lang. Vrouwtjes en adolescenten zijn niet zo donker en hun haar is korter op de dijen, kruin en rug. Baby's zijn in eerste instantie wit, verkleuren naar gelig, voordat ze uiteindelijk grijs worden.

### Anatomie
De tandformule van de volwassen bruine stompneusaap is 2.1.2.32.1.2.3 × 2 = 32, dat wil zeggen twee snijtanden, een hoektand, twee valse kiezen en drie ware kiezen in elke helft van de bovenkaak, en diezelfde elementen in de onderkaak. Dit is identiek aan de elementen van het gebit van de mens. Stompneusapen hebben, samen met de hoelmans relatief de grootste kiezen onder de slankapen. Net als de neusaap en de doeks heeft de bruine stompneusaap een duidelijke presaccus bij de voormaag, waardoor de maag vier delen krijgt, in tegenstelling tot de driedelige maag van de langoeren. De bruine stompneusaap heeft 7 nekwervels, 12 borstwervels, 7 lendenwervels, 3 heiligbeenwervels en ongeveer 25 staartwervels, 52-56 in totaal. Meer dan de helft van de reukreceptorgenen bij stompneusapen zijn niet functioneel, een groter percentage dan bij andere primaten en zoogdieren. De vermindering van de reukgenen viel kennelijk samen een kleine neus die minder reukzintuigjes kan bevatten.

### Sekseverschillen
De vacht van vrouwtjes en adolescenten is niet zo donker als bij mannetjes en hun haar is korter op de dijen, kruin en rug. Bij de bruine stompneusaap zijn de verschillen in grootte tussen mannelijke en vrouwelijke dieren het grootst van stompneusapen. Vrouwtjes wegen 63% tot 69% van de mannetjes. Mannetjes van de bruine stompneusaap hebben in vergelijking met vrouwtjes ook de grootste hoektanden van alle stompneusapen, en alle andere slankapen. Waarschijnlijk hangt dit samen met hevige concurrentie tussen mannetjes in het korte paarseizoen.

### Verschillen met andere stompneusapen
Het kleurpatroon van de bruine stompneusaap is in grote lijnen vergelijkbaar met dat van de Tonkinstompneusaap uit het uiterste noorden van Vietnam, maar die is veel kleiner heeft korter haar, met een witte kruin, witte wangen en wit nekhaar, en een staart die meer dan 1⅓ maal zo lang is als kop en romp samen. Dit is waarschijnlijke een aanpassing aan het mildere klimaat. De Myanmarese stompneusaap die tussen de rivieren Salween en Irrawaddy aan beide zijden van de grens tussen Myanmar en China voorkomt heeft een soortgelijk gezicht, maar de vacht is helemaal zwart en de staart is eveneens meer dan 1⅓ maal zo lang als kop en romp. De witmantelstompneusaap die alleen voorkomt op de berg Fanjingshan is overwegend grijsachtig met lichtere buik en een kastanjekleurige band over de borst. De gouden stompneusaap die aangetroffen wordt in Hubei, Shaanxi en Sichuan, heeft een roodachtige tot goudgele vacht, geen franje op de billen en een lichtblauwe gezichtshuid.

### Erfelijkheid
De bruine stompneusaap heeft 22 paar homologe chromosomen (2n=48). Dat aantal is zover bekend gelijk aan dat van de andere slankapen, maar verschilt van de neusaap die 22 paar homologe chromosomen heeft. Het aantal chromosomen bij de varkensstaartlangoer is niet bekend. Recentere sequencing van het hele genoom van de vier in China voorkomende Rhinopithecus-soorten toonde aan dat hun genetische diversiteit veel lager is dan die van alle andere onderzochte primaten (heterozygotie 0,025–0,07% bij Rhinopithecus versus 0,085–0,24% bij andere primaten). Duplicatie van het gen dat codeert voor alvleesklier-RNase in slankapen (nodig om voedingsstoffen te verteren en terug te winnen uit de hoge concentraties bacterieel RNA afgeleid van de symbiotische microflora in de maag) vond plaats tijdens een enkele mutatie bij de voorouder van alle nog levende soorten.

### Fossielen
Resten van stompneusapen uit het Pleistoceen zijn gevonden in heel West-China, Vietnam en Taiwan. Tot ongeveer 400 jaar geleden waren stompneusapen wijd verspreid in het zuiden, zuidwesten en midden van China, en in Gansu en Shaanxi, maar de groei van de menselijke bevolking ging gepaard met een dramatische krimp in het verspreidingsgebied van de stompneusapen. Rhinopithecus lantianensis, een grote, uitgestorven soort, werd ten noorden van de Yangtze gevonden. Rhinopithecus tingianus, waarvan fossielen zijn gevonden in Hunan, is waarschijnlijk een ondersoort of een directe voorouder van de witmantelstompneusaap. Omdat de meeste stompneusaap-fossielen alleen uit tanden en kaakfragmenten bestaan, is identificatie op soortniveau een uitdaging.

## Taxonomie
De bruine stompneusaap is voor het eerst beschreven door de Franse natuuronderzoeker Alphonse Milne-Edwards in 1897 en hij gaf deze de wetenschappelijke naam Rhinopithecus bieti. In 1951 waren J.R. Ellerman en T.C.S. Morrison-Scott van mening dat de bruine stompneusaap een ondersoort is van de gouden stompneusaap en creëerden de nieuwe combinatie Rhinopithecus roxellanæ bieti. De Brits-Australische bioloog en anthropoloog Colin Groves meende in 1970 op basis van een verwantschapsstudie van de slankapen dat de stompneusapen een ondergeslacht vormen van de doeks en maakte de naam Pygathrix (Rhinopithecus) roxellana bieti. N.G. Jablonski en Y.Z. Peng publiceerden in 1993 een eigen fylogenetische studie waarin ze de stompneusapen terugplaatsten in een eigen geslacht. Maar ze waren bovendien van mening waren dat de Tonkinstompneusaap een eigen ondergeslacht toekomt dat ze Rhinopithecus (Presbytiscus) noemden. Daarmee komen de overige stompneusapen terecht in het typische ondergeslacht. Tot slot trokken ze de conclusie dat de bruine stompneusaap een andere soort is dan de gouden stompneusaap, en zo is de nieuwe combinatie Rhinopithecus (Rhinopithecus) bieti tot stand gekomen.

### Naamgeving
De soortnaam bieti verwijst naar Monseigneur Félix Biet, toentertijd de bisschop van Tibet en natuurhistoricus, als dank dat deze gezorgd had voor het verzamelen van de exemplaren op basis waarvan de soort is beschreven. In het Engels staat de soort bekend als de black-and-white snub-nosed monkey. De Chinese naam 黑 白 仰 鼻 猴 (Hei Bai Yang Bi Hou) betekent hetzelfde. Het Bai volk noemen de soort Baiyao of Bai Wen baip hhod hetgeen witbroekaap betekent. In het Tibetaans heet de soort Zhi Jie.

### Verwantschap
De vergelijking van homologe genen heeft de relaties tussen de Aziatische slankapen opgehelderd. De splitsing tussen de gemeenschappelijke voorouder van een groep bestaande uit de hoelmans, doeks, varkensstaartlangoer, neusaap en stompneusapen, en die van de echte langoeren en pruiklangoeren vond ongeveer 12 miljoen jaar geleden plaats. De voorouder van de hoelmans en die van de doeks, varkensstaartlangoer, neusaap en stompneusapen gingen ongeveer 10 miljoen jaar geleden hun eigen weg. Ongeveer 7 miljoen jaar geleden vond de splitsing plaats tussen de voorouder van de doeks, varkensstaartlangoer, en neusaap met die van de stompneusapen. Vergelijking van verschillende groepen genen leveren echter verschillende verwantschapsbomen op, hetgeen waarschijnlijk een gevolg is van kruisingen na het uiteengaan van de verschillende voorouders. De voorouders van de verschillende soorten stompneusaap zijn slechts een tot twee miljoen jaar geleden uiteen gegaan. Deze inzichten worden weergegeven in de onderstaande verwantschapsbomen.
|  | \| \| Nasalis larvatus (neusaap) \| \| \| \| \| \| Simias concolor (varkensstaartlangoer) \| \| \| \| |
|  | |
|  | Rhinopithecus (stompneusapen)                                                                         |
|  | |
|  | Nasalis larvatus (neusaap)                                                                            |
|  | |
|  | Simias concolor (varkensstaartlangoer)                                                                |
|  | |

|  | Nasalis larvatus (neusaap)             |
|  |                                        |
|  | Simias concolor (varkensstaartlangoer) |
|  |                                        |

|  | \| \| Nasalis larvatus (neusaap) \| \| \| \| \| \| Simias concolor (varkensstaartlangoer) \| \| \| \| |
|  | |
|  | Rhinopithecus (stompneusapen)                                                                         |
|  | |
|  | Nasalis larvatus (neusaap)                                                                            |
|  | |
|  | Simias concolor (varkensstaartlangoer)                                                                |
|  | |

|  | Nasalis larvatus (neusaap)             |
|  |                                        |
|  | Simias concolor (varkensstaartlangoer) |
|  |                                        |

|  | Trachypithecus (pruiklangoeren) |
|  |                                 |
|  | Presbytis (echte langoeren)     |
|  |                                 |

|  | \| \| Nasalis larvatus (neusaap) \| \| \| \| \| \| Simias concolor (varkensstaartlangoer) \| \| \| \| |
|  | |
|  | Rhinopithecus (stompneusapen)                                                                         |
|  | |
|  | Nasalis larvatus (neusaap)                                                                            |
|  | |
|  | Simias concolor (varkensstaartlangoer)                                                                |
|  | |

|  | Nasalis larvatus (neusaap)             |
|  |                                        |
|  | Simias concolor (varkensstaartlangoer) |
|  |                                        |

|  | \| \| Nasalis larvatus (neusaap) \| \| \| \| \| \| Simias concolor (varkensstaartlangoer) \| \| \| \| |
|  | |
|  | Rhinopithecus (stompneusapen)                                                                         |
|  | |
|  | Nasalis larvatus (neusaap)                                                                            |
|  | |
|  | Simias concolor (varkensstaartlangoer)                                                                |
|  | |

|  | Nasalis larvatus (neusaap)             |
|  |                                        |
|  | Simias concolor (varkensstaartlangoer) |
|  |                                        |

|  | Trachypithecus (pruiklangoeren) |
|  |                                 |
|  | Presbytis (echte langoeren)     |
|  |                                 |

|  | \| \| Nasalis larvatus (neusaap) \| \| \| \| \| \| Simias concolor (varkensstaartlangoer) \| \| \| \| |
|  | |
|  | Rhinopithecus (stompneusapen)                                                                         |
|  | |
|  | Nasalis larvatus (neusaap)                                                                            |
|  | |
|  | Simias concolor (varkensstaartlangoer)                                                                |
|  | |

|  | Nasalis larvatus (neusaap)             |
|  |                                        |
|  | Simias concolor (varkensstaartlangoer) |
|  |                                        |

|  | \| \| Nasalis larvatus (neusaap) \| \| \| \| \| \| Simias concolor (varkensstaartlangoer) \| \| \| \| |
|  | |
|  | Rhinopithecus (stompneusapen)                                                                         |
|  | |
|  | Nasalis larvatus (neusaap)                                                                            |
|  | |
|  | Simias concolor (varkensstaartlangoer)                                                                |
|  | |

|  | Nasalis larvatus (neusaap)             |
|  |                                        |
|  | Simias concolor (varkensstaartlangoer) |
|  |                                        |

|  | Trachypithecus (pruiklangoeren) |
|  |                                 |
|  | Presbytis (echte langoeren)     |
|  |                                 |

|  | \| \| Nasalis larvatus (neusaap) \| \| \| \| \| \| Simias concolor (varkensstaartlangoer) \| \| \| \| |
|  | |
|  | Rhinopithecus (stompneusapen)                                                                         |
|  | |
|  | Nasalis larvatus (neusaap)                                                                            |
|  | |
|  | Simias concolor (varkensstaartlangoer)                                                                |
|  | |

|  | Nasalis larvatus (neusaap)             |
|  |                                        |
|  | Simias concolor (varkensstaartlangoer) |
|  |                                        |

|  | \| \| Nasalis larvatus (neusaap) \| \| \| \| \| \| Simias concolor (varkensstaartlangoer) \| \| \| \| |
|  | |
|  | Rhinopithecus (stompneusapen)                                                                         |
|  | |
|  | Nasalis larvatus (neusaap)                                                                            |
|  | |
|  | Simias concolor (varkensstaartlangoer)                                                                |
|  | |

|  | Nasalis larvatus (neusaap)             |
|  |                                        |
|  | Simias concolor (varkensstaartlangoer) |
|  |                                        |

|  | Trachypithecus (pruiklangoeren) |
|  |                                 |
|  | Presbytis (echte langoeren)     |
|  |                                 |

Relatie tussen de Aziatische geslachten uit de familie van de slankapen
|  | Rhinopithecus bieti (bruine stompneusaap)        |
|  |                                                  |
|  | Rhinopithecus strykeri (Myanmarese stompneusaap) |
|  |                                                  |

|  | Rhinopithecus roxellana (gouden stompneusaap)  |
|  |                                                |
|  | Rhinopithecus brelichi (witmantelstompneusaap) |
|  |                                                |

|  | Rhinopithecus bieti (bruine stompneusaap)        |
|  |                                                  |
|  | Rhinopithecus strykeri (Myanmarese stompneusaap) |
|  |                                                  |

|  | Rhinopithecus roxellana (gouden stompneusaap)  |
|  |                                                |
|  | Rhinopithecus brelichi (witmantelstompneusaap) |
|  |                                                |

|  | Rhinopithecus bieti (bruine stompneusaap)        |
|  |                                                  |
|  | Rhinopithecus strykeri (Myanmarese stompneusaap) |
|  |                                                  |

|  | Rhinopithecus roxellana (gouden stompneusaap)  |
|  |                                                |
|  | Rhinopithecus brelichi (witmantelstompneusaap) |
|  |                                                |

|  | Rhinopithecus bieti (bruine stompneusaap)        |
|  |                                                  |
|  | Rhinopithecus strykeri (Myanmarese stompneusaap) |
|  |                                                  |

|  | Rhinopithecus roxellana (gouden stompneusaap)  |
|  |                                                |
|  | Rhinopithecus brelichi (witmantelstompneusaap) |
|  |                                                |

|  | Rhinopithecus bieti (bruine stompneusaap)        |
|  |                                                  |
|  | Rhinopithecus strykeri (Myanmarese stompneusaap) |
|  |                                                  |

|  | Rhinopithecus roxellana (gouden stompneusaap)  |
|  |                                                |
|  | Rhinopithecus brelichi (witmantelstompneusaap) |
|  |                                                |

|  | Rhinopithecus bieti (bruine stompneusaap)        |
|  |                                                  |
|  | Rhinopithecus strykeri (Myanmarese stompneusaap) |
|  |                                                  |

|  | Rhinopithecus roxellana (gouden stompneusaap)  |
|  |                                                |
|  | Rhinopithecus brelichi (witmantelstompneusaap) |
|  |                                                |

|  | Rhinopithecus bieti (bruine stompneusaap)        |
|  |                                                  |
|  | Rhinopithecus strykeri (Myanmarese stompneusaap) |
|  |                                                  |

|  | Rhinopithecus roxellana (gouden stompneusaap)  |
|  |                                                |
|  | Rhinopithecus brelichi (witmantelstompneusaap) |
|  |                                                |

|  | Rhinopithecus bieti (bruine stompneusaap)        |
|  |                                                  |
|  | Rhinopithecus strykeri (Myanmarese stompneusaap) |
|  |                                                  |

|  | Rhinopithecus roxellana (gouden stompneusaap)  |
|  |                                                |
|  | Rhinopithecus brelichi (witmantelstompneusaap) |
|  |                                                |

Relatie tussen de verschillende soorten stompneusaap afgeleid van mitochondrale genen
|  | \| \| Rhinopithecus bieti (bruine stompneusaap) \| \| \| \| \| \| Rhinopithecus strykeri (Myanmarese stompneusaap) \| \| \| \| |
|  | |
|  | Rhinopithecus avunculus (Tonkinstompneusaap)                                                                                   |
|  | |
|  | Rhinopithecus bieti (bruine stompneusaap)                                                                                      |
|  | |
|  | Rhinopithecus strykeri (Myanmarese stompneusaap)                                                                               |
|  | |

|  | Rhinopithecus bieti (bruine stompneusaap)        |
|  |                                                  |
|  | Rhinopithecus strykeri (Myanmarese stompneusaap) |
|  |                                                  |

|  | \| \| Rhinopithecus bieti (bruine stompneusaap) \| \| \| \| \| \| Rhinopithecus strykeri (Myanmarese stompneusaap) \| \| \| \| |
|  | |
|  | Rhinopithecus avunculus (Tonkinstompneusaap)                                                                                   |
|  | |
|  | Rhinopithecus bieti (bruine stompneusaap)                                                                                      |
|  | |
|  | Rhinopithecus strykeri (Myanmarese stompneusaap)                                                                               |
|  | |

|  | Rhinopithecus bieti (bruine stompneusaap)        |
|  |                                                  |
|  | Rhinopithecus strykeri (Myanmarese stompneusaap) |
|  |                                                  |

|  | Rhinopithecus roxellana (gouden stompneusaap)  |
|  |                                                |
|  | Rhinopithecus brelichi (witmantelstompneusaap) |
|  |                                                |

|  | \| \| Rhinopithecus bieti (bruine stompneusaap) \| \| \| \| \| \| Rhinopithecus strykeri (Myanmarese stompneusaap) \| \| \| \| |
|  | |
|  | Rhinopithecus avunculus (Tonkinstompneusaap)                                                                                   |
|  | |
|  | Rhinopithecus bieti (bruine stompneusaap)                                                                                      |
|  | |
|  | Rhinopithecus strykeri (Myanmarese stompneusaap)                                                                               |
|  | |

|  | Rhinopithecus bieti (bruine stompneusaap)        |
|  |                                                  |
|  | Rhinopithecus strykeri (Myanmarese stompneusaap) |
|  |                                                  |

|  | \| \| Rhinopithecus bieti (bruine stompneusaap) \| \| \| \| \| \| Rhinopithecus strykeri (Myanmarese stompneusaap) \| \| \| \| |
|  | |
|  | Rhinopithecus avunculus (Tonkinstompneusaap)                                                                                   |
|  | |
|  | Rhinopithecus bieti (bruine stompneusaap)                                                                                      |
|  | |
|  | Rhinopithecus strykeri (Myanmarese stompneusaap)                                                                               |
|  | |

|  | Rhinopithecus bieti (bruine stompneusaap)        |
|  |                                                  |
|  | Rhinopithecus strykeri (Myanmarese stompneusaap) |
|  |                                                  |

|  | Rhinopithecus roxellana (gouden stompneusaap)  |
|  |                                                |
|  | Rhinopithecus brelichi (witmantelstompneusaap) |
|  |                                                |

Relatie tussen de verschillende soorten stompneusaap afgeleid van mitochondrale en nucleare genen

## Fysiologie
De voordarm van slankapen bevat symbiotische bacteriën die langketenige koolhydraten fermenteren. Het dier leeft van het verteren van deze bacteriën verderop in de darm. Stompneusaap-soorten consumeren voedsel dat bijzonder moeilijk verteerbaar is en rijk is aan tannines en andere plantaardige gifstoffen.

## Gedrag
Deze apen bevinden zich 20-35̤% van de daguren op de grond en de rest wordt doorgebracht in de bomen. Gedurende twee onderzoeken werd overdag 35-39% van de tijd besteed aan eten, 29-33% aan rusten, 15-19% aan verplaatsen en 13-14% aan sociale activiteiten. Aan het vlooien wordt ongeveer 8½% van de tijd besteed door volwassenen en 6% voor alle leeftijdscategorieën. Vrouwtjes vlooien en worden meer gevlooid dan mannen en besteden meer tijd aan het vlooien en in de nabijheid van anderen dan mannen. Dit duidt op sterke relaties tussen de vrouwtjes. Ook suggereert de hoge mate van verzorgingsactiviteit waarbij mannen betrokken zijn, vergeleken met mannen van andere slankapen, een sterkere band met vrouwen. Baby's worden ongeveer 7% van de tijd verzorgd. Omgekeerd vlooien juvenielen en worden ze minder gevlooid dan volwassenen. In de winter besteedt deze aap meer tijd aan het voeden met het voeden net korstmossen die minder voedingsstoffen bevatten, en minder aan rusten. De jongen spelen in mei ongeveer 3% van de tijd met elkaar, en de tijd die wordt besteed aan spelen piekt op 24% in augustus. Bij elkaar kruipen is gebruikelijk, maar neemt slechts ongeveer 4% van de tijd in beslag. In alle seizoenen duurt het ongeveer 20 minuten voordat leden van een groep in slaap vallen nadat ze een slaapplaats hebben bereikt, en gemiddeld slapen de dieren 11½ uur, ongeveer gelijk aan de lengte van de nacht. Het volwassen mannetje van elke familiegroep slaapt alleen. Moeder en kind kruipen meestal 's nachts bij elkaar, en het bij elkaar kruipen in groepen (tot 8 individuen) neemt toe naarmate het kouder is.

### Sociale structuur
De bruine stompneusaapsamenleving is op twee niveaus georganiseerd. Familiegroepen hebben één volwassen mannetje en 2 tot 16 andere individuen, waaronder verschillende volwassen vrouwtjes. Vrijgezellengroepen bestaat alleen uit adolescente en volwassen mannen. Meerdere familiegroepen en één of enkele vrijgezellengroepen vormen supergroepen van maximaal 480 individuen. Vrijgezellen vormen een bedreiging voor mannetjes uit de familiegroepen, en agressie tussen mannetjes komt vaker voor wanneer er vrijgezellen in de buurt zijn. Bruine stompneusapen zijn semi-nomadisch omdat de groepen grote afstanden afleggen, niet lang blijven in gebieden waar recent voedsel is gezocht en in plaats daarvan op zoek gaan naar nieuwe gebieden. De meeste groepen bezoeken de plekken waar ze eerder veel voedsel hebben gevonden tijdens dezelfde tijd van het jaar. De groepen verplaatsen zich ook dagelijks en per seizoen als reactie op omgevingsvariabelen zoals temperatuur, helling en zonlicht. In een bepaald jaar kan het territorium van een groep tussen 16 km2 tot 40 km2 groot zijn, maar over langere perioden gebruikt een groep een groter gebied van ongeveer 100 km2 gedurende een periode van zo'n 10 jaar. Bruine stompneusapen kiezen hoge bomen om in te slapen, meestal op een matig steile helling met blootstelling aan de zon op het zuiden of zuidoosten en bescherming tegen wind, waarbij ze zowel de dalbodem als de bergkam vermijden. Bij de selectie van slaapbomen lijkt zowel rekening te worden gehouden met beschutting tegen de kou als met de veiligheid tegen roofdieren. Groepen leggen zo nodig een flinke afstand af als er geen geschikte slaapplaatsen in de buurt van de plaats waar ze eten gezocht hebben. Anders bevinden de slaapplaatsen zich in of nabij foerageergebieden. In de winter bevinden de slaapplaatsen zich gemiddeld op een lagere hoogte dan tijdens andere seizoenen. Slaapbomen zijn over het algemeen ongeveer 25 tot 30 m hoog met brede stammen en brede kroondiameters. Hoge sparren hebben de voorkeur boven hoge eiken. Slaapplaatsen worden vaak elke nacht verwisseld. Groepen verplaatsen zich niet meer na zonsondergang.

### Beweging
De manier waarop deze apen zich in de bomen bewegen, verandert met de leeftijd. Jonge exemplaren bewegen zich zwaaiend aan hun armen hangen (brachiatie), maar volwassenen bewegen door met handen en voeten in bomen te springen. Volwassenen klimmen ook vaker in verticale of bijna verticale boomstammen met een grote diameter, waarbij ze consequent met de armen boven het niveau van de schouder moeten reiken. De jonge dieren lopen soms korte afstanden op twee voeten over de takken.

### Communicatie
De bruine stompneusaap kan erg luidruchtig zijn, maar groepen zijn meestal erg rustig en communiceren voornamelijk door middel van oogcontact, posities en gebaren. Tijdens het slapen en foerageren is hun gemompel alleen te horen tot een afstand van ongeveer 60 meter. Mannetjes gebruiken duidelijke, luide balk-geluiden tijdens bij confrontaties met andere mannetjes en andere stressvolle situaties. In de buurt van de slaapbomen is deze aap nog stiller dan op andere momenten en ook 's nachts is hij stil, vermoedelijk om geen roofdieren aan te trekken.

### Voortplanting
Paringen vinden het hele jaar door plaats, met een piek in augustus-oktober en een tweede tijdens het geboorteseizoen dat duurt van maart tot april. Agressie tussen mannetjes neemt toe tijdens de paartijd. De vrouwtjes van de bruine stompneusaap lokken paring uit door zichzelf plat te leggen en opzij te kijken of te zitten terwijl ze het hoofd op en neer bewegen, en mannetjes door hun tanden te ontbloten terwijl ze grommen. Slechts een van de vijf paringen eindigen met een zaadlozing. Alleen paringen tijdens de paartijd lijken tot zwangerschap te leiden. Slankapen bevallen meestal 's nachts. Een waargenomen bevalling duurde 4½ minuut, waarna het vrouwtje de navelstreng doorbeet, de placenta opat en het pasgeboren kind vasthield en droog likte. Een ander vrouwtje assisteerde bij de bevalling, met grote belangstelling gadegeslagen door jonge vrouwtjes uit dezelfde familiegroep. In het wild vinden de meeste geboorten plaats in maart en april op meer zuidelijke locaties en van februari tot maart in het noorden. Vrouwtjes waarvan het jong het eerste jaar overleeft, bevallen na ongeveer twee jaar opnieuw. De omstreeks 60% waarvan de baby vroegtijdig overlijdt bevallen gemiddeld na ruim een jaar opnieuw.

## Ecologie

### Voedsel
De bruine stompneusaap is sterk afhankelijk van jonge bladeren van grassen en kruiden in de lente, zaden en vruchten in de zomer en herfst, en korstmossen in de winter. Hij eet zowel volgroeide als jonge bladeren, maar heeft een voorkeur voor blad met een relatief hoog ruw eiwitgehalte en een laag vezel- en tanninegehalte. In de zomer worden bamboescheuten gegeten en bamboeblad wordt het hele jaar door genuttigd. Het dier verzamelt ook paddenstoelen en knollen om zich mee te voeden. Ook staan invertebraten op het menu en worden eieren en vlees niet versmaad als ze die tegenkomen.

### Concurrenten en predatoren
In een deel van zijn verspreiding komen ook resusapen voor, maar de soorten gaan elkaar uit de weg. De resusapen hebben een voorkeur voor bossen met altijdgroene loofbomen die de bruine stompneusapen vermijden. De resusapen plunderen ook akkers, waar de stompneusapen zich nooit vertonen. Arenden en buizerds kunnen de apen aanvallen, maar als deze zijn waargenomen verplaatsen de apen zich naar lager in de bomen en de mannetjes verdedigen de troep agressief en luidruchtig. Als luipaarden nog in het verspreidingsgebied voorkomen is het waarschijnlijk dat ze op de apen jacht maken, net als elders het geval is bij de gouden stompneusaap.

## Voorkomen
De soort komt voor in China, in een klein gebied in het Yunling Shan-gebergte in de provincies Yunnan en Tibet. De maandelijkse gemiddelde temperatuur varieert hier van 12½ tot 14½°C in augustus tot 2½ tot -3½°C in januari. De jaarlijkse maximum- en minimumtemperaturen bedragen respectievelijk 27°C en −15½°C. Sneeuw is in het hele verspreidingsgebied gedurende 4 à 6 maanden in de winter aanwezig, maar is dieper en blijft langer liggen in het noorden. Blootstelling aan wind en zon op hellingen op het zuiden vermindert vaak de sneeuwbedekking langs de bergkammen.